# Emílio da Silva (Fußballspieler, 1982)
Emílio Ribeiro Neves da Silva (* 5. April 1982 in Baucau, Osttimor), auch in der Schreibweise Emílio Ribeiro oder kurz Ary bekannt, ist ein ehemaliger osttimoresischer Fußballspieler auf der Position eines  Stürmers. Er ist ehemaliger osttimoresischer Fußballnationalspieler und war zuletzt für den Carsae FC aktiv.

## Karriere

### Verein
Emílio begann seine Profikarriere im Jahr 2002 beim damaligen Erstligisten FC Zebra in Baucau. Hier wurde er in der Saison 2004 erstmals osttimoresischer Meister. Im Juni 2004 wechselte er innerhalb der Liga zu AD Esperança. In der Spielzeit 2005/06 traf er in allen Spielen des Vereins (4 Tore in 3 Partien) und hatte damit maßgeblichen Anteil am Finaleinzug um die Meisterschaft. Doch im Spiel gegen den Zweitligisten Fima Sporting gelang ihn kein Tor und seine Mannschaft verlor 5:4 nach Elfmeterschießen. Für den Verein blieb er 6 Jahre aktiv, ehe er 2010 zum Hauptstadtklub Dili Oeste wechselte. Hier nahm er in den Spielzeiten 2010 und 2011 an der Digicel League teil, konnte jedoch keine nennenswerten Erfolge erzielen. Auch für Dili Oeste blieb er 6 Jahre aktiv und wechselte erst zur Saison 2016 zum Verein Boavista FC (damals noch unter den Namen Carsae FC). In seiner Debütsaison platzierte er sich mit seinen Verein auf den 6. Platz und entging nur knapp dem Abstieg. Auch im Taça 12 de Novembro schied er mit dem Team bereits in der ersten Runde gegen Karketu Dili aus. Eine Saison später erreichte er das Finale des Nationalen Pokals, trotz eines Hattrick von Edit Savio und einen Tor von Emílio selbst, verlor das Team am Ende mit 4:7 gegen den Zweitligisten Atlético Ultramar. Im Jahr 2018 gewann er erstmals das Double aus Meisterschaft und Supercup.
Seinen letzten Erfolg feierte Emílio ein Jahr später mit der osttimoresischen Vizemeisterschaft.

### Nationalmannschaft
Sein Debüt für die osttimoresische Fußballnationalmannschaft gab Emílio am 8. Dezember 2004 im Rahmen der Südostasienmeisterschaft gegen die Auswahl von Malaysia. An der Seite von António Ximenes und Diamantino Leong, war er damit Teil der Mannschaft die Osttimor erstmalig bei einer Endrunde der Südostasienmeisterschaft vertrat. Er nahm an Qualifikationsspielen zur Fußball-Weltmeisterschaft (2010, 2014) und der Südostasienmeisterschaft (2010, 2012) teil, konnte jedoch keine nennenswerten Erfolge erzielen. Seine 3 Länderspieltore erzielte er im Jahr 2007, in den WM-Qualifikationsspielen gegen die Mannschaft aus Hongkong. Seinen letzten Einsatz im Trikot der Nationalelf absolvierte er am 13. Oktober 2012 gegen die Mannschaft des Sultanats Brunei.

### Erfolge
Verein
- Osttimoresischer Meister: 2004, 2018
- Osttimoresischer Supercup: 2018